# Matroska
Matroska（俄語：матроска）是一種多媒體封裝格式，可把多種不同編碼的影像、不同格式的音頻、不同語言的字幕封裝到一个文件内。也是一種開放原始碼的多媒體封裝格式。

## 名称来源
俄文是（俄羅斯套娃）的誤讀，因為Matroska的工作原理就跟層層套疊的俄羅斯娃娃一樣，是「愈包愈緊」的，故得名。

## 檔案類型
Matroska媒體定義了三種類型的檔：
1. MKV （Matroska Video File）：視訊檔，可以包含音訊和字幕；
2. MKA （Matroska Audio File）：單一的音訊檔，可以有多條及多種類型的音軌；
3. MKS （Matroska Subtitles）：字幕文件。

這三種文件中以MKV最為常見。

## 開發歷史
该项目发起于2002年12月6日，派生自多媒體封裝格式（英語：MCF, Multimedia Container Format）。在此之前，MCF的主开发者Lasse Kärkkäinen曾与Steve Lhomme就使用可扩展二进制元语言（英語：EBML, Extensible Binary Meta Language）还是二进制格式发生争吵，Steve随后发起Matroska项目。同时，MCF的主开发者因为服军役而中断开发达6个月，导致社区大部分开发者都转向了新项目。
2010年，WebM音视频格式发布，它基于Matroska容器的一个采用VP8视频和Vorbis音频的预设。
2014年10月31日，微软公司宣布Windows 10将支持HEVC和Matroska。

## 目標
采用EBML使得Matroska的格式未来可以继续扩充。Matroska团队曾在Doom9.org等论坛上表达过他们的一些长远目标（不代表实际支持）：
- 建立一个现代、灵活、可扩展、跨平台的多媒体容器格式
- 开发强壮的流媒体支持
- 基于EBML开发一套类似于DVD的菜单系统
- 开发一套用于创建和编辑Matroska文件的工具
- 开发一系列函数库，以便别的开发者可以在他们的应用程序里添加Matroska支持
- 与硬件生产商合作，在嵌入式多媒体设备内置Matroska支持
- 致力于提供不同操作系统和不同硬件平台上的原生Matroska支持

## 特點
Matroska最大的特點是能容納多種類型的影像編碼、音頻編碼、字幕流，並且也支持RealMedia及QuickTime编码，同時重新組織音頻和影像，從而達到更好更鮮明的效果。
有人认为，Matroska的開發是對多種傳統媒體格式的一次大挑戰，Matroska也被開發成多功能的多媒體容器。
此外，根據資料研究顯示，MKV比普通的影片格式如AVI更為優異。
以下列表是MKV與AVI的对比列表：
| 格式 | 錯誤檢測 | 可變幀率 | 內建多組可選字幕 | 多音軌 | 串流傳輸 | 選單   | 非微軟作業系統 |
| ---- | -------- | -------- | ---------------- | ------ | -------- | ------ | -------------- |
| MKV  | 有       | 支援     | 支援             | 支援   | 支援     | 支援   | 支援           |
| AVI  | 沒有     | 不支援   | 不支援           | 不支援 | 不支援   | 不支援 | 不夠支援       |

## 播放
一般播放Matroska這類格式並不需要專用的播放器，基本上任何播放器都可以播放MKV檔。
在微軟作業系統下，可通過DirectShow分流器（DirectShow Filters），把視訊流、音訊流，用DirectX輸出至硬件的驅動程序。
例如常見的：
- VLC media player
- Media Player Classic
- GOM Player
- rat DVD
- Zoom Player
- BS Player
- KMPlayer
- DivX Player
- PotPlayer

## 外部連結
- Matroska in Hydrogenaudio.org wiki （页面存档备份，存于）
- MKV編碼程式
- MKV剪輯器
- Mac下的MKV转换器
- SourceForge （页面存档备份，存于）
- Linux和Windows相關的MKV工具